# Andreas Pfitzmann
Andreas Pfitzmann (* 18. März 1958 in Berlin; † 23. September 2010 in Dresden) war ein deutscher Informatiker und Professor für Datenschutz und Datensicherheit an der Technischen Universität Dresden.

## Leben
Nach einem Informatik-Studium und einer Promotion bei Detlef Schmid am damaligen Institut für Rechnerentwurf und Fehlertoleranz der Universität Karlsruhe 1989 über Kommunikationsnetze mit teilnehmerüberprüfbarem Datenschutz war er als Dozent an der Universität Hildesheim tätig. Von dort wurde er 1993 an die TU Dresden berufen.
Seine Forschungsinteressen umfassten Datenschutz und multilaterale Sicherheit hauptsächlich in Kommunikationsnetzen, Mobilkommunikation und verteilten Anwendungen. Forschungsprojekte des Lehrstuhls, an welchem er forschte, waren anonymes Websurfing, Datenschutzgerechtes Identitätsmanagement und Steganographie. Zwischen 2001 und 2006 entstand an seinem Lehrstuhl in Zusammenarbeit mit dem Unabhängigen Landeszentrum für Datenschutz Schleswig-Holstein die Anonymisierungssoftware JonDo.
2001 erstellte Andreas Pfitzmann zusammen mit Hansjürgen Garstka und Alexander Roßnagel ein Gutachten zur Modernisierung des deutschen Datenschutzrechts. Die Vorschläge der drei Gutachter wurden in Fachkreisen positiv aufgenommen. Das Bundesministerium des Innern, das das Gutachten in Auftrag gegeben hatte, setzte die Vorschläge jedoch nicht um.
Im Jahr 1998 erhielt er den Forschungspreis Technische Kommunikation.
Pfitzmann war Mitglied der Association for Computing Machinery, Institute of Electrical and Electronics Engineers und der Gesellschaft für Informatik, wo er zehn Jahre Vorsitzender der Fachgruppe Verlässliche IT-Systeme war. Im Jahr 2009 wurde er Dekan der Fakultät für Informatik an der TU Dresden.
Andreas Pfitzmann verstarb am 23. September 2010 nach kurzer schwerer Krankheit.

## Wirken
In der Kryptodebatte der 1990er Jahre sprach er sich gegen gesetzliche Beschränkungen kryptographischer Verfahren aus. Bezüglich des biometrischen Reisepasses warnte Pfitzmann, Kriminelle könnten die darin gespeicherten Fingerabdruckdaten ausspähen und an Tatorten falsche Spuren hinterlassen.
Andreas Pfitzmann machte sich u. a. einen Namen als Datenschützer, da er erheblich an der Entwicklung des Anonymisierungsdienstes JonDo (vormals JAP) beteiligt war. In einem kurz vor seinem Tod aufgenommenen Interview berichtete er, sichtlich stolz, über die Dankesschreiben aus Ländern, die ohne Anonymisierungsdienste keine Informationen beziehen oder verbreiten könnten.
Um sein Wirken zu würdigen, erhielt das Gebäude der Fakultät Informatik der Technischen Universität Dresden am 18. November 2014 den ehrenden Namen Andreas-Pfitzmann-Bau.

## Publikationen
- Publikationen der Gruppe Sicherheit in Rechnernetzen (SIRENE) von 1985 bis 2001
- Veröffentlichungen des Lehrstuhls für Datenschutz und Datensicherheit der TU Dresden (ab 2002)
- Scriptum „Sicherheit in Rechnernetzen: Mehrseitige Sicherheit in verteilten und durch verteilte Systeme“ (PDF; 1,7 MB), englische Version (Memento vom 1. Dezember 2007 im Internet Archive) (1,67 MB; PDF)